# الأخميين (القليوبية)
الأخميين إحدى قرى مركز القناطر الخيرية التابع لمحافظة القليوبية بجمهورية مصر العربية.

## السكان
بلغ عدد سكان الأخميين 5,415 نسمة، حسب الإحصاء الرسمي لعام 2006.